# Kongenitale lipoide Nebennierenhyperplasie durch STAR-Mangel
Die Kongenitale lipoide Nebennierenhyperplasie durch STAR-Mangel (CLAH) ist eine sehr seltene angeborene Erkrankung und Sonderform des Adrenogenitalen Syndromes Typ 1 (Lipoid) mit den Merkmalen einer schweren Nebennierenrindeninsuffizienz und Geschlechtsumkehr beim männlichen Geschlecht. Die Erkrankung gilt als eine besonders schwere Form der angeborenen Nebennierenhyperplasie (CAH).
Synonyme sind: Congenital lipoid adrenal hyperplasia due to STAR deficency; CLAH; Lipoid Congenital Adrenal Hyperplasia; LCAH; Adrenal Hyperplasia I; Lipoid Hyperplasia, Congenital, of Adrenal Cortex With Male Pseudohermaphroditism
Die Erstbeschreibung stammt aus dem Jahre 1985 durch die US-amerikanischen Ärzte B. P. Hauffa, W. L. Miller, M. M. Grumbach, F. A. Conte und S. L. Kaplan.

## Verbreitung
Die Häufigkeit wird mit unter 1 zu 1.000.000 angegeben, die Vererbung erfolgt autosomal-rezessiv.
Die meisten Patienten stammen aus Japan, Korea oder Palästina.

## Ursache
Der Erkrankung liegen Mutationen im STAR-Gen auf Chromosom 8 Genort p11.23 zugrunde, welches für das StAR-Protein (Steroidogenic acute regulatory protein) kodiert und über den Transport von Cholesterin über die Mitochondrienmembran an der Regulation der Synthese von Steroidhormonen beteiligt ist.

## Klinische Erscheinungen
Klinische Kriterien sind:
- Krankheitsbeginn bereits intrauterin
- Beim weiblichen Geschlecht normale äußere Genitalien, beim männlichen Geschlecht gleichfalls der das vollständige Bild eines Mädchens (Geschlechtsumkehr)
- Hinzu kommen häufige Krampfanfall durch Hypoglykämie, Erbrechen, Zeichen der Dehydratation und manchmal der Nebennierenrindeninsuffizienz

## Diagnose
Die Diagnose kann bereits vorgeburtlich durch humangenetische Untersuchung gestellt werden.